# تشارلز بيترسون
تشارلز بيترسون (بالإنجليزية: Charles Peterson)‏ هو مصور أمريكي، ولد في 1964 في لونغفيو في الولايات المتحدة.

## وصلات خارجية
- الموقع الرسمي
- تشارلز بيترسون على موقع ميوزك برينز (الإنجليزية)
- تشارلز بيترسون على موقع أول ميوزيك (الإنجليزية)
- تشارلز بيترسون على موقع ديسكوغز (الإنجليزية)